# 想夫恋 (飲食店)

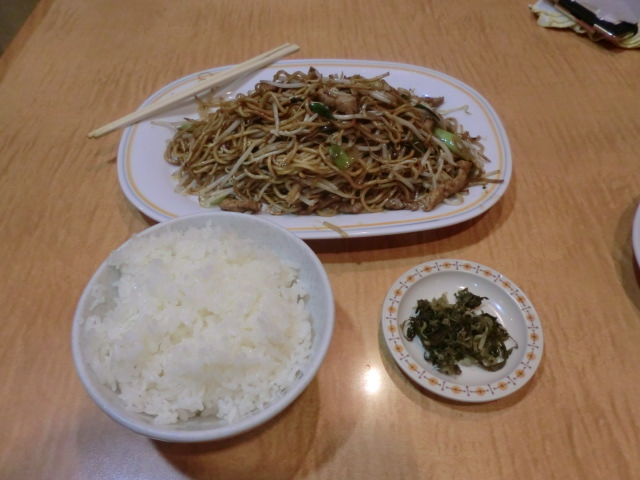
想夫恋の日田やきそば

想夫恋（そうふれん）は、大分県日田市に本社を置く株式会社 想夫恋がフランチャイズ展開している焼きそば専門の飲食店チェーンである。
1957年に創業し、店の鉄板の中心の小さな窪みにラードを入れ、その油を麺に絡ませながら焼く。

## 店舗

### 大分県内
- 総本店 - 日田市
- 本館 - 日田市
- 三本松店 - 日田市
- 大山店 - 日田市
- 花月店 - 日田市
- 友田店 - 日田市
- 羽屋店 - 大分市
- 中津店 - 中津市
- 別府春木店 - 別府市
- 玖珠店 -

### 大分県外

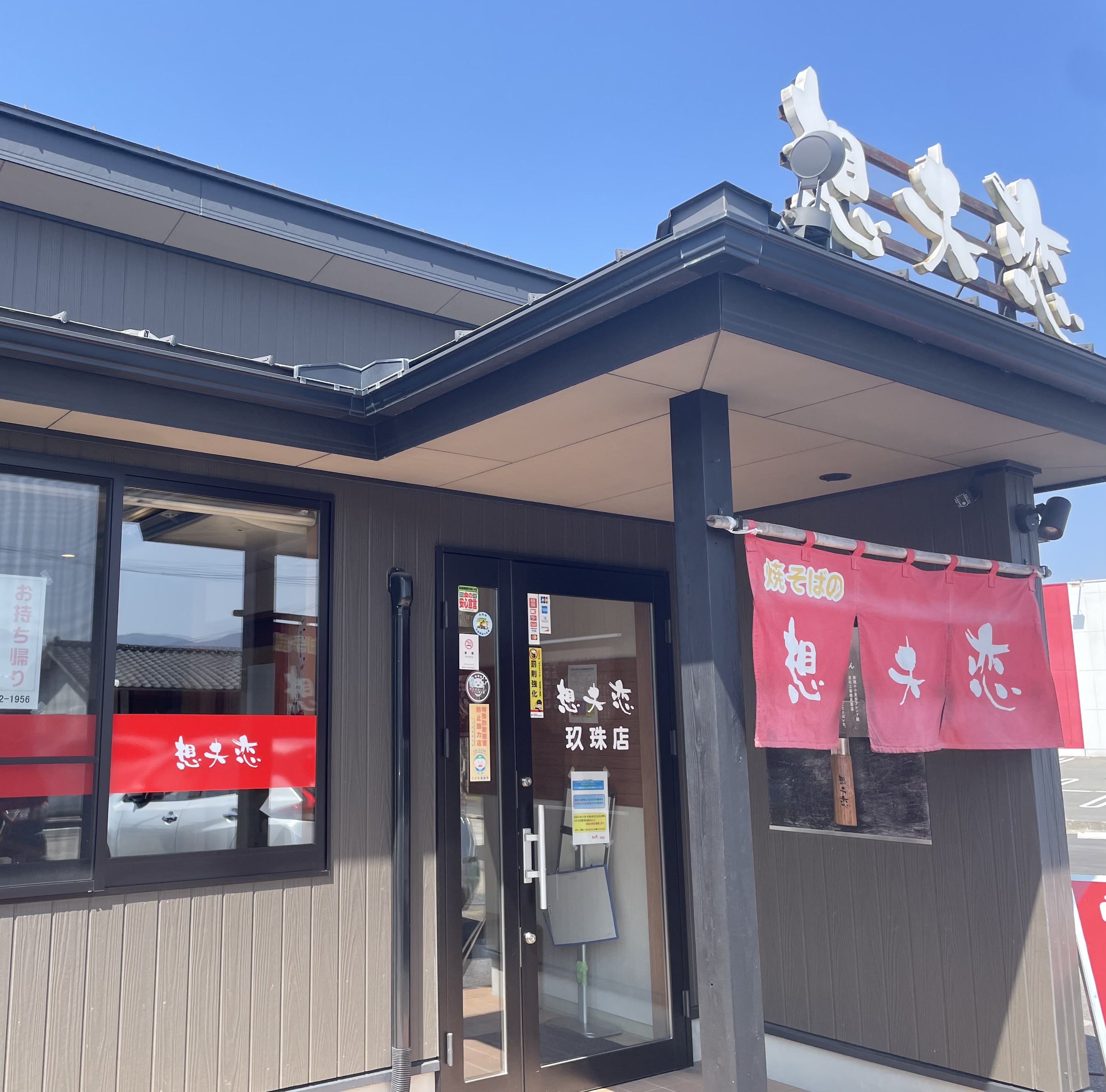
玖珠店(玖珠郡玖珠町）

- 渡辺通店 - 福岡県福岡市中央区
- 七隈店 - 福岡県福岡市城南区
- 福岡インター店 - 福岡県福岡市東区
- 桧原店 - 福岡県福岡市南区
- 生の松原店 - 福岡県福岡市西区
- 玖珠店(玖珠郡玖珠町）折尾店 - 福岡県北九州市八幡西区
- JRフレスタ久留米店 - 福岡県久留米市
- 久留米中央公園前店 - 福岡県久留米市
- 久留米東町店 - 福岡県久留米市
- 東合川店 - 福岡県久留米市
- 大善寺店 - 福岡県久留米市
- 田主丸店 - 福岡県久留米市
- 甘木店 - 福岡県朝倉市
- 小郡店 - 福岡県小郡市
- 筑後赤坂店 - 福岡県筑後市
- 大野城店 - 福岡県大野城市
- あけぼの店（福岡県久留米市・閉店）上大利店 - 福岡県大野城市
- 春日大土居店 - 福岡県春日市
- 古賀インター店 - 福岡県古賀市
- 飯塚店 - 福岡県飯塚市
- 田川伊加利店 - 福岡県田川市
- 宇美店 - 福岡県糟屋郡宇美町
- 兵庫店 - 佐賀県佐賀市
- 武雄店 - 佐賀県武雄市
- 元町店 - 佐賀県鳥栖市
- 真木店 - 佐賀県鳥栖市
- 徳王店 - 熊本県熊本市北区
- 益城インター店 - 熊本県熊本市東区

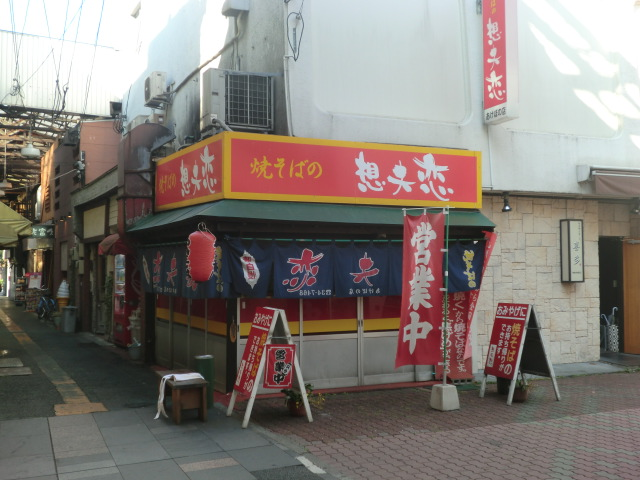
あけぼの店（福岡県久留米市・閉店）

- 熊本東バイパス御幸店 - 熊本県熊本市南区
- 滋賀水口店 - 滋賀県甲賀市
- 京都七条大宮店 - 京都府京都市下京区七条通 [1]
- 名古屋天白店 - 愛知県名古屋市天白区原 [2]
- 横浜青葉店 - 神奈川県横浜市青葉区
- 東京上野店 - 東京都台東区
- 神田店 - 東京都千代田区鍛冶町

### 閉店した店舗
- 春日店 - 福岡県春日市
- あけぼの店 - 福岡県久留米市
- 港店 - 福岡県福岡市中央区
- 柳川店 - 福岡県柳川市
- 広川店 - 福岡県八女郡広川町
- 小倉エキナカ店 - 福岡県北九州市小倉北区
- 荒尾店 - 熊本県荒尾市
- 高田店 - 大分県大分市 - 2019年8月21日閉店。
- 名古屋大須店 - 愛知県名古屋市中区大須 - 2020年1月10日閉店
- 山口防府店 - 山口県防府市 - 2020年6月14日閉店
- 戸畑鞘ヶ谷店 - 福岡県北九州市戸畑区 - 2022年11月30日閉店
- 住吉店 - 福岡県福岡市博多区 - 2023年3月12日閉店